# Дивљи коњ
Дивљи коњ (лат. Equus ferus) је врста из рода коња, чије су подврсте домаћи коњ, тарпан и дивљи коњ Пржеваљског.
Дивљи коњ Пржеваљског је спашен од изумирања и поново успјешно живи у дивљини. Тарпан је лутао степама Евроазије у вријеме припитомљавања домаћих коња, а изумро је у 19. вијеку. Послије изумирања било је покушаја да се поново реконструише његов фенотип, што је довело до настајања нових пасмина коња, као што су коник и Хеков коњ. Ове пасмине посједују особине припитомљених, а не дивљих коња.
Израз „дивљи коњ“ се такође користи за лутајућа крда подивљалих домаћих коња, као што је мустанг у Сјеверној Америци, брамби у Аустралији, ливањски дивљи коњи у Босни и Херцеговини и многи други. Ови коњи су неукроћени домаћи коњи, а не прави дивљи коњи.